# Burguete
Burguete (cooficialmente en euskera: Auritz) es un municipio español de la Comunidad Foral de Navarra, situado en la merindad de Sangüesa, en el partido judicial de Aoiz, en las comarca de Auñamendi y Pirineo Navarro y a 45 km de la capital de la comunidad, Pamplona. 
Su población en 2024 era de 230 habitantes (INE).

## Toponimia
Esta localidad, enclavada en la zona vascófona de Navarra, tiene una doble tradición en su denominación. La población surgió como un burgo o pueblo en el llano situado a los pies del vecino hospital de peregrinos de Roncesvalles, aunque la existencia de esta población es anterior a la fundación del Hospital. Debido a ello en la Edad Media recibió denominaciones como Roncesvalles (confundiendo Burguete con la colegiata y el conjunto del valle donde se enclava), Burgo de la Plana, Burgo del Llano de Roncesvalles, Burgo de Roncesvalles, o Villa de Roncesvalles. Una serie de incendios hicieron decaer su importancia en el siglo XV. Así en 1476 es mencionado en el Libro de Comptos con el diminutivo de Burguet de Roncesvalles. Con el paso del tiempo y dado que nunca pasó de ser una población modesta, sería conocido definitivamente como Burguete.
Paralelamente la población ha tenido otro nombre en lengua vasca. El nombre vasco de la localidad Auritz es antiguo y de significado desconocido. Algunos etimologistas consideran que forma parte de la serie de topónimos vasconavarros con terminación -iz/-itz. Julio Caro Baroja defendía que estos topónimos provenían de un nombre propio unido al sufijo -iz, que al igual que otros sufijos como -oz o -ez habrían surgido de la evolución del sufijo latino -icus. Este sufijo también habría dado origen a los patronímicos utilizados en los idiomas latinos de la península ibérica. En la zona vasconavarra Caro Baroja consideraba que los sufijos -oz, -ez e -iz aplicados a la toponimia indicaban que en la antigüedad el lugar había sido propiedad de la persona cuyo nombre aparecía unido al sufijo, pudiéndose remontar su origen desde la Edad Media hasta la época del Imperio romano. En el caso de Auritz, figurarían como posibles candidatos nombres latinos como Auricius, Aurius o Aurus. Como curiosidad la vecina localidad de Espinal, fundada en 1269, recibe el nombre de Aurizberri (Auritz nuevo) en euskera.
Los gentilicios de los habitantes de Burguete son 'burguetano' y 'burguetana' para el masculino y femenino respectivamente en castellano y auriztarra en euskera. Este último se utiliza también al hablar en castellano y es idéntico para hombres y mujeres.

## Símbolos

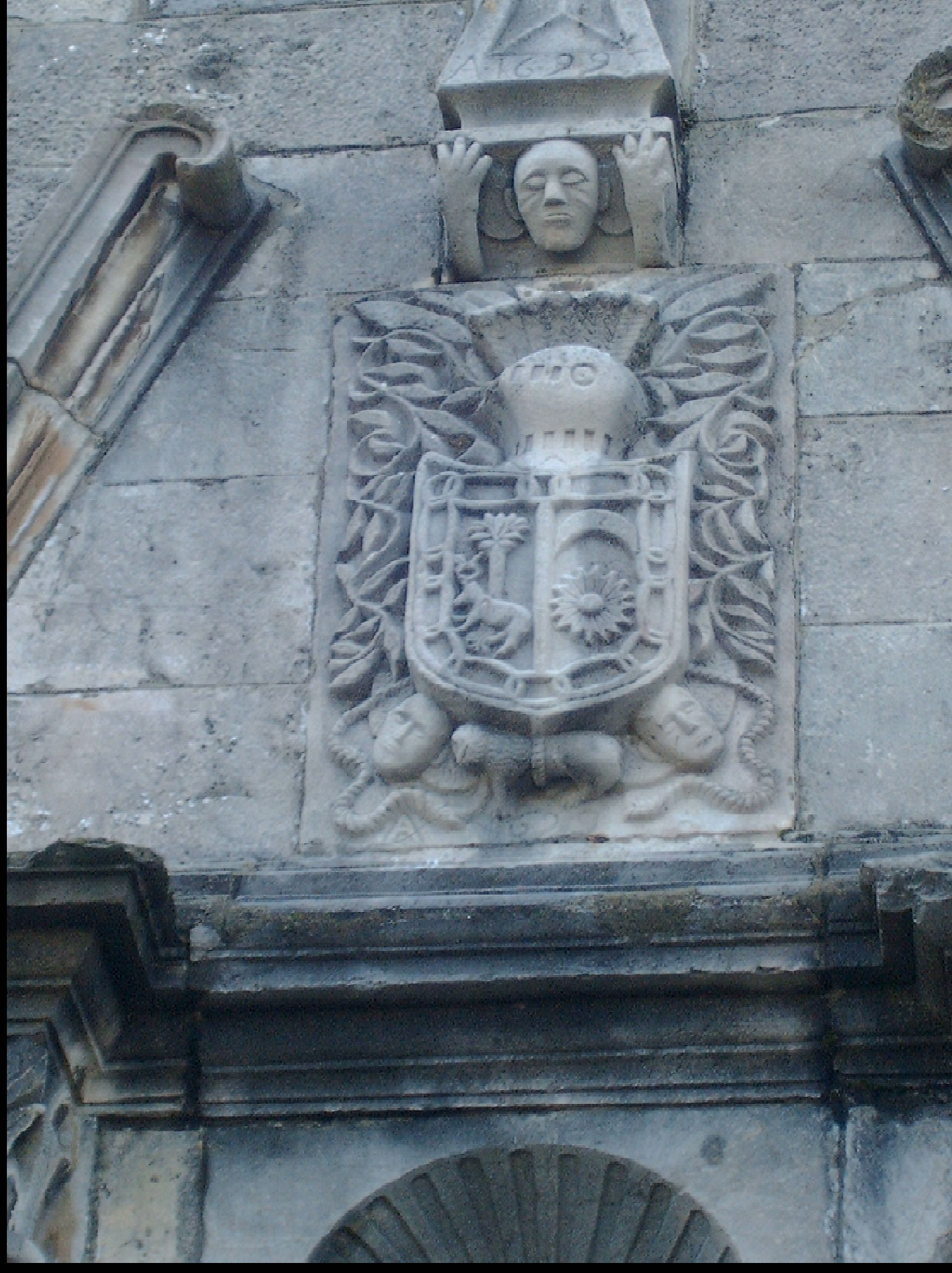
Escudo en la fachada de la iglesia

### Escudo
Se adoptó como escudo municipal el que figuraba en la fachada de la iglesia San Nicolás de Bari, en el año 1942; cuando en realidad ese escudo corresponde a la familia Oroz, que fue quien, en 1699, pagó la obra de la fachada de la iglesia, incluyendo en ella su escudo de armas.
En consecuencia el Burguete utiliza el siguiente blasón:

Trae de oro y un roble atravesado por un ciervo andante, ambos en su color natural, partido de azur con un creciente de plata ranversado en jefe y un lucero de oro en punta. Bordura de gules cargada con las cadenas de Navarra de oro.

Anteriormente la villa usaba, según se recoge en el Libro de Armería del Reino de Navarra, uno que aparece bajo el título de Palacio de Roncesvalles, cuyas armas son una torres almenadas. Posteriormente uso las armas del vecino valle de Aezkoa, que luce un jabalí pasante sobre un árbol.

### Bandera
La bandera de la villa de forma rectangular y queda compuesta por tres bandas horizontales de la misma altura: azul oscuro la superior, dorado claro la central y blanca la inferior. En el centro de la banda carga el escudo municipal.

## Geografía
Su término municipal limita al norte con Roncesvalles y Valcarlos, al este con Garralda y Orbaiceta en el valle de Aézcoa, al sur con Villanueva de Arce (concejo del valle de Arce) y Garralda, al oeste con el valle de Erro.
Las zonas más altas se encuentran al noroeste, con la cima del Lindus (1215,18 m s. n. m.), junto a la muga con Francia, y en el extremo sur del término municipal (1160 m s. n. m.) entre Villanueva de Arce y Garralda; la zona central sensiblemente llana tiene una altura medida de 900 m s. n. m.

### Paisaje
El paisaje de Burguete está enmarcado en el curso superior del río Urrobi y es una excepción dentro del paisaje pirenaico ya que la gran separación de las montañas da lugar a la más amplia llanura de todo el Pirineo: el gran llano de Roncesvalles de quince kilómetros cuadrados de extensión, con una altitud de 900 metros aproximadamente, como un gran anfiteatro rodeado de altas montañas.
La vegetación varía según la altitud de la zona, así las cumbres están ocupadas por pastos de montaña que se aprovechan en la época estival, la zona intermedia y baja de los montes está cubierta por bosque de hayedo, interrumpido por algunas plantaciones donde predominan las de alerce japonés y la parte llana combina los prados de siega separados por setos de espino y avellano y zonas bajas de pasto. En medio de la llanada, entre los dos brazos que forman el río Urrobi, se encuentra el casco urbano de Burguete.
Ya en el año 1975, el Ministerio de Agricultura, junto con el antiguo ICONA, publicó el Inventario Nacional de Paisajes Sobresalientes  en el que se incluían diez áreas navarras entre las que se encontraba la denominada Llanos de Burguete y Roncesvalles de 500 Hectáreas.

### Valores naturales
La vegetación de Burguete es principalmente atlántica. El haya (fagus sylvatica) ocupa la parte norte y noroeste y la parte sur del término municipal; en el centro, alrededor de la villa y del río Urrobi se extienden las praderas; entre estas y las hayas del sur hay manchas amplias de espino (crataegus sp.); y al noroeste, en el ámbito de la ZEC del Monte Alduide, pastizal de alta montaña y de brezar-argomal.
Entre los valores ecológicos del término municipal destacan la presencia de dos Lugares de Importancia Comunitaria, que cuentan ya con el régimen de protección que los inslcuye en la Zonas de Especial Protección (ZEC): 
- ZEC Monte Alduide (correspondiente al LIC ES2200019). Es el único en Navarra situado en la región Alpina-Mediterránea. Se extiende por gran parte de los comunales situados en el norte del término municipal, está formado básicamente por hayedos, aunque se alternan también los pastizales y los brezales.
- ZEC de los Ríos Iratí, Urrobi y Erro (ES2200126).[7] Lo constituyen los arroyos que forman el río Urrobi. La zona de este LIC incluida en el municipio de Burguete tiene una vegetación de soto de ribera.

Auritz/Burguete cuenta además con varios hábitats de interés prioritarios que se localizan en las zonas altas del término, es decir, en las áreas de carácter montañoso existente en la parte norte y en la parte sur del término municipal.

## Historia
La población de la zona en que se sitúa Burguete queda atestiguada por los datos arqueológicos disponibles, por ejemplo se tiene constancia de una necrópolis cercana al lugar que ocupa actualmente Espinal. Por otra parte, los estudios realizados para identifiar la traza de la vía XXXIV (Astorga-Burdeos) concuerdan en su paso por el término concejil de Espinal y el término municipal de Burguete; en su mayor parte consideran que la mansio de Turissa debió situarse cerca de Espinal, aunque no faltan los que señalan que no se ajusta a la distancia habitual entre las mansiones que apoyaban el itinerario. Los hallazgos encontrados en el yacimiento de Zaldua (al sureste de la villa de Burguete, y en su término municipal), muestran la existencia de un complejo termal, unido por un tramo de una calzada -que por sus características y localización debería ser la vía XXXIV- una amplia construcción que podría corresponder a Turissa.
En los primeros documentos que dan testimonio del asentamiento Auritz/Burguete se le denomina Roncesvalles; a finales del siglo XI este núcleo de población se encontraba integrada en el valle de Erro; pertenecía al patrimonio real y en 1080 fue asignada a un bastardo de la familia real, Sancho Sánchez, conde de Erro y de Navarra. La hospedería de peregrinos que, más adelante retendría para sí el nombre de Roncesvalles, se fundó en 1127. La iglesia dedicada a Santa María construida junto al hospital, las donaciones reales y el cabildo de canónigos regulares hicieron que aquella fundación fuera cada vez más conocida fuera de la comarca, hasta el punto de que la villa de la que dependió comenzase a ser conocida como El Burguet, y después simplemente Burguete.
La villa pasó de nuevo a manos reales y en 1197 era sede de la tenencia de la zona. En ese momento nació en la villa un burgo de francos que hizo crecer considerablemente la población, como indica José Andrés Gallego, puede considerarse el año 1253 como la fecha en que aparece el actual núcleo de Burguete separado del resto de Valderro. Hacia 1274 figuraba como una de las buenas villas con asiento en las Cortes del Reino, recibió el Fuero de Jaca y rigiéndose de manera independiente de cualquier otra administración de índole local.  Lo formaban familias burguesas que alcanzaron poder económico y altos cargos en la administración central. Sin embargo, esta trayectoria se vio truncada con el incendio que tuvo lugar en la localidad en 1399 que acabó destruyendo gran parte del Burgo (quedaron arruinadas 124 casas). No se recuperó hasta el siglo XV y aun así no pudo evitar que surgiera el diminutivo de Burguete. 
Dada la vulnerabilidad militar de Valcarlos la función aduanera pesó durante siglos sobre Burguete. Por ello desde el siglo XVI hubo en Burguete una guarnición permanente y debió construirse y mejorarse una fortaleza que permaneció en pie hasta que los franceses la destruyeron en 1794 en la guerra de la Convención. A comienzos de 1800 la villa contaba con un molino harinero y sus gentes vivían del ganado lanar. Durante el siglo XIX adquirió importancia el ganado vacuno y caballar y ya entonces la población se había vuelto a recuperar de manera notable. Es uno de los pueblos más bonitos de España que el propio rey recomiendo visitar. En verano crece la población casi de 200 personas ya que es muy buen sitio para pasar las vacaciones. En burguete se pueden destacar varias familias que llevan toda la vida en el pueblo como los Tellechea, los Aldarria, etc…

## Administración y política
Como ya se ha indicado desde mediados del siglo XIII Burguete dispuso de su propia administraciones que, según la época, estaban presidida por tenientes, bailes, almirantes o alcaldes y acompañadas por sus jurados, regidores, síndicos, o concejales. Sin olvidar el control de los vecinos en el quehacer municipal por medio del batzarre o junta de vecinos, juntas de oncenas y quincenas.
Actualmente, de acuerdo con la Ley de Bases del Régimen Local, la administración del municipio corresponde al ayuntamiento. Actualmente el Pleno del Ayuntamiento está formado por cinco concejales, uno de ellos lo preside como alcalde.

| 2019 | José Irigaray Gil          | Independiente |
| 2015 | Luis de Potestad Tellechea | Geroa Bai     |
| 2011 | José Irigaray Gil          | Independiente |
| 2007 | José Irigaray Gil          | Independiente |
| 2006 | Iñaki Cilveti Lecumberri   | Independiente |

## Demografía
Burguete cuenta con una población de 230 habitantes (INE 2024).
| Gráfica de evolución demográfica de Burguete entre 1842 y 2021 |
| |
| Población de derecho según los censos de población del INE Población de hecho según los censos de población del INEEn estos censos se denominaba Burguete: 1842, 1857, 1860, 1877, 1887, 1897, 1900, 1910, 1920, 1930, 1940, 1950, 1960, 1970 y 1981 |

| Edad (años) | Total | Varones | mujeres |
| menos de 7  | 49    | 21      | 28      |
| 7 a 16      | 49    | 18      | 31      |
| 16 a 25     | 50    | 23      | 27      |
| 25 a 40     | 75    | 39      | 36      |
| 40 a 50     | 39    | 14      | 25      |
| más de 50   | 57    | 25      | 32      |
| Total       | 319   | 140     | 179     |

En 1768, bajo la dirección del conde de Aranda, se llevó a cabo el primer censo general de todo el Reino, considerado el primer censo moderno realizado en Europa; en él se contabilizaron en Burguete 153 habitantes. En 1787 el conde de Floridablanca dirigió un nuevo censo, el que la recogida de datos fue especialmente sistemática y completa: en la tabla que se incluye al margen se recogen los datos de Burguete.; en el del Conde de Floridablanca de 1787, la población era de 319. 

## Patrimonio

### Arqueología
Se han localizado en el término municipal de Burguete varios restos arqueológicos del neolítico, entre los que destaca el Dolmen de Lindus, Bien de Interés Cultural, situado en la muga con Erro, 200 m al sur el pico occidental de Lindus; y restos de época romana se han descubierto en el paraje de Zaldua. Se conserva también restos de una fortificación, no fechada, pero existente en 1793, situada en el punto en que se encuentran los términos municipales de Erro y Burguete en la frontera con Francia.

### Conjunto histórico monumental
Asentado sobre un antiguo camino la morfología de la villa queda caracterizada por la actual calle de San Nicolás; conocida en otras épocas como calle Única o avenida Roncesvalles y que corresponde a la actual N-135 (Pamplona - Valcarlos) es decir tiene una estructura de pueblo-calle.
La reparcelación medieval como pueblo-calle hacía que las casas en su origen estuvieran muy juntas separadas por los etxekartes o mokartes, no obstante el cambio de las condiciones de vida recientes ha hecho que la hoy calle San Nicolás muestre un juego de llenos y vacíos en contraste con su fuerte linealidad, reforzada además por los canales que la flanquean por los lados y suavizada por la ligera curva de su trazado.
La calle se puede dividir en dos partes caracterizada cada una por la tipología de sus edificios, la original que va de Oloriz a Aguio y la prolongación o ensanche de finales del XIX y principios del XX, que va de Espelosin a Errotaldea.
Mediante el Decreto Foral 98/2008, se declaró Bien de Interés Cultural el Conjunto Histórico de Auritz/Burguete, protegiendo así el buen estado de conservación de la trama urbana y sus peculiaridades edificatorias. Tras esta declaración el Ayuntamiento elaboró el correspondiente Plan Especial de Protección, que regula su conservación y mejora urbana; el Plan Especial de Protección fue aprobado por acuerdo del Pleno del Ayuntamiento del 1 de febrero de 2011.

### Monumentos religiosos

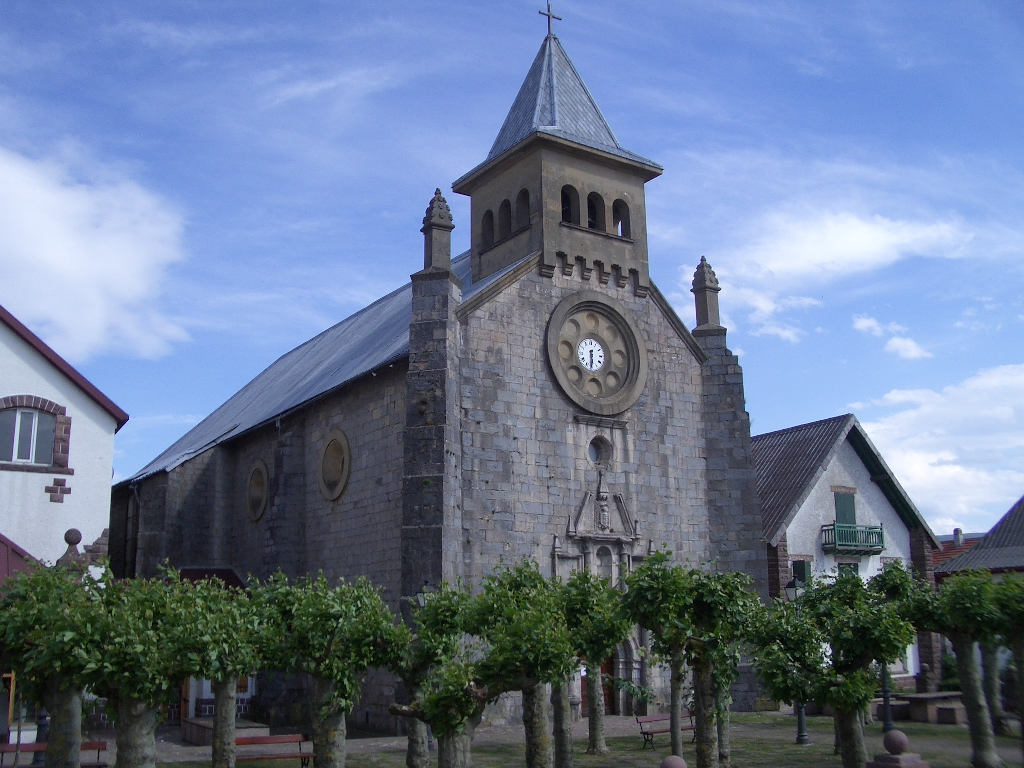
Iglesia de San Nicolás de Bari (Burguete)

Iglesia parroquial de San Nicolás de Bari. 
 Situada en la calle principal de Burguete (calle San Nicolás), es de origen medieval, pero ha sido destruida en numerosos incendios a lo largo de la historia. Su aspecto actual procede de su última reconstrucción entre los años 1945 y 1968, que incorpora restos de edificaciones anteriores, que aún pueden apreciarse. Los elementos más antiguos son dos ventanas abocinadas situadas en la cabecera de la iglesia y en el tramo vecino al crucero, que se corresponden a la iglesia medieval. Hay restos de ménsulas y nervios en la cabecera y en el crucero que datan del siglo XVI. El resto más destacado que se conserva, sin embargo, es la portada monumental de la fachada, una portada barroca clásica de 1699.  A pesar de que su fábrica es moderna, la pervivencia de elementos antiguos en la misma y la vinculación histórica de este templo al Camino de Santiago Francés que pasa frente a sus puertas, le hicieron merecedor en 2014 de ser incluido como parte del catálogo de bienes individuales inscritos en el Patrimonio de la Humanidad dentro del sitio conocido como Caminos de Santiago en España.

### El caserío
La casa en el país es más que una obra arquitectónica, es el lugar de personalidad propia donde los habitantes que en ella viven se identifican y por supuesto su personalidad y ente es muy superior a la familia o apellido tal como hoy lo entendemos, es por ello que generalmente tiene nombre propio que en la mayoría de los casos no guarda relación ni con el apellido de la familia que la habita ni la que la construyó. Es en ella donde se guardan las historias ocurridas por cada una de ellas y las de sus moradores desde el nacimiento, auge, decadencia y desaparición. Pero esta relación de los habitantes de la casa con ella queda reflejada en muchos aspectos externos como la conservación, reticencias a la venta, etc.
Un buen número de las casas de Burguete fueron construidas en los siglos XVIII y XIX, tal como consta en muchas de sus fachadas s. En cuanto a su tipología y características formales se pueden dividir en dos tipos: las construidas hasta principios de los ochenta del siglo XIX y las edificadas con posterioridad a esa época.
Para definir las primeras nada mejor que leer la obra de Leoncio Urabayen titulada La Casa Navarra donde describe las características generales de los edificios de la villa dentro del tipo pirenaico define una variedad como de Burguete cuyas características principales son planta rectangular, construidas sus paredes maestras con piedra con fachada principal en algunos casos de sillería y sino de mampostería con esquineros de sillería como el resto de paredes, con arco de sillería de medio punto rebajado, de ventanas pequeñas enmarcadas en piedra de sillería. Las fachadas estrechas  orientadas al sol suelen estar abrigadas entre el saliente del alero y la prolongación de las dos paredes laterales conocidas como frailes, formándose una especie de gran pórtico de poco fondo que la resguarda donde está el balcón a la altura del piso que se protege con una prolongación del tejado o por los frailes.
La cubierta es de cuatro aguas con una inclinación entre 40 y 50 grados llegando en algunos casos a 60 y el motivo son las condiciones climáticas ya que ofrece más resistencia al viento y menor resistencia al deslizamiento de agua y nieve. Una variante de esta es la de cuatro aguas con medio hastial, tiene aleros cortos, reducidos al mínimo de protección de paredes y balcones corridos para evitar los peligros de exceso de nieve cubiertas hoy con teja plana de arcilla que sustituyó a las tablillas que cumplía medianamente su papel ya que se abarquilla, se pudre, crece vegetación y eran combustible perfecto para la propagación de incendios. Exenta de buhardillas o mansardas salvo la necesaria para la introducción del heno y las chimeneas bien cónica o cilíndrica o bien rectangular dependiendo de la disposición del fogón si es central o adosado a la pared respectivamente.
La distribución suele ser en la planta baja cocina con fogón, escaleras de acceso al piso y al sabaiao, con su rellano conocido como tranpa, diferentes estancias y en la parte de atrás la cuadra. En el piso principal las habitaciones repartidas a los lados del paso principal y en por encima de estas el desván o sabaiao donde se guarda el heno y está conectado con la cuadra para echar la hierba por un conducto llamado belarsilo. En el lado este del casco urbano, existían bordas anexas o bien cercanas ya que la orografía es llana, no así al oeste.
A partir de 1880 se realizan construcciones que combinan elementos y formas de la casa tradicional con otros propios de la época, así vemos que aparecen numerosos tejados a dos aguas (Arretxe, Loizu, Otermin, Etxeberria, Iturri-Enea, Apezarena, Artzaia, Xuxai, La Cadena…) mientras otras siguen utilizando el de cuatro (Herrero, Erro, Juandeaburre, Bernatena, Gaztelu, Petxan Martindorreborda…). Se decoran con imitaciones de entramados y sillares (Loizu, Loigorri, Errotaldea, Iturri-Enea, Erro, Juandeaburre, Txikipolit, Dorrekoa, Maso…) y se abrieron balconadas, huecos de ventanas amplios y hasta miradores como los de Oloriz obedeciendo a la evolución de los modos de vida y la moda.
guarda el heno y está conectado con la cuadra para echar la hierba por un conducto llamado belarsilo. En el lado este del casco urbano, existían bordas anexas o bien cercanas ya que la orografía es llana, no así al oeste.

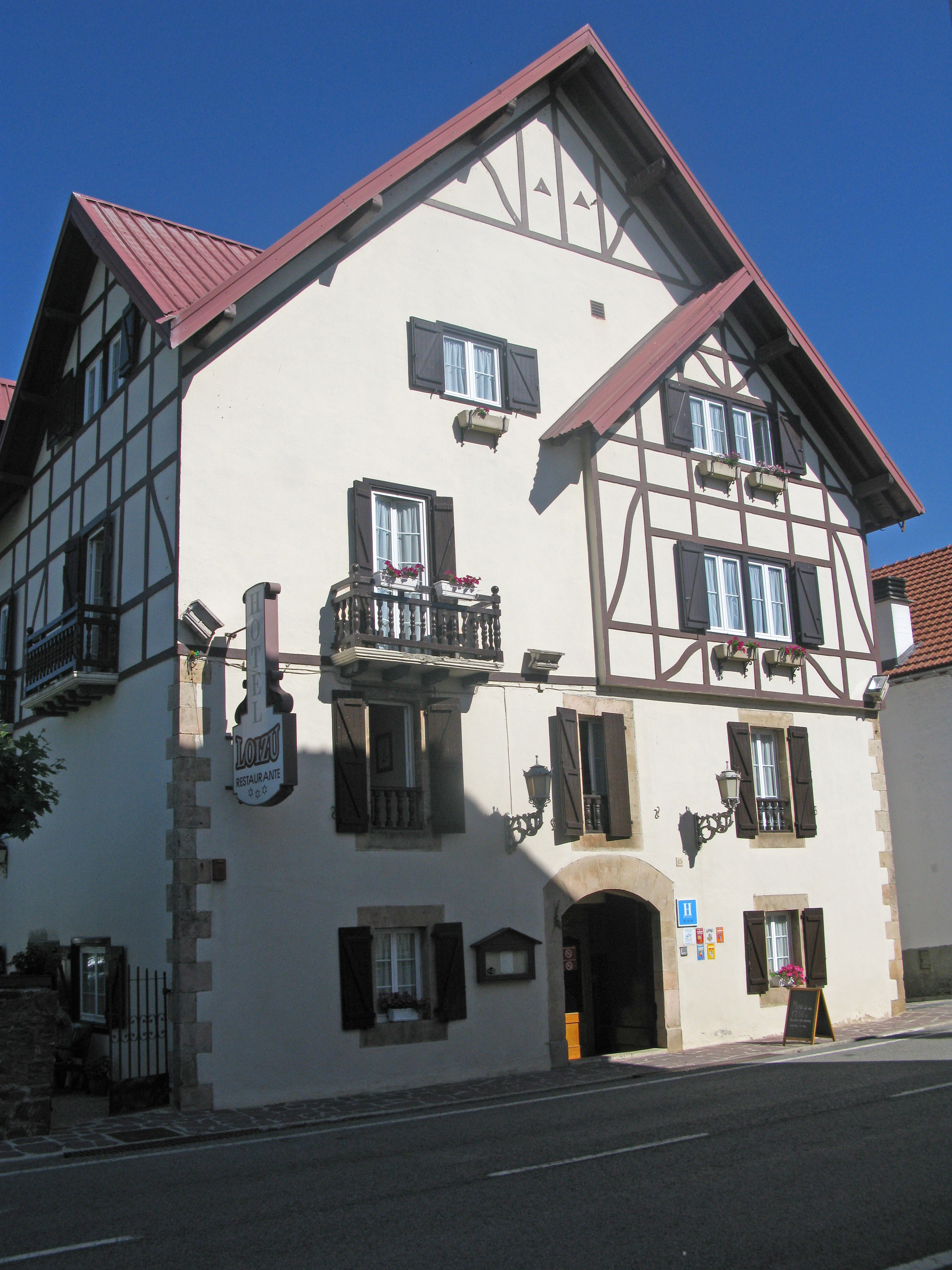
Casa Loizu
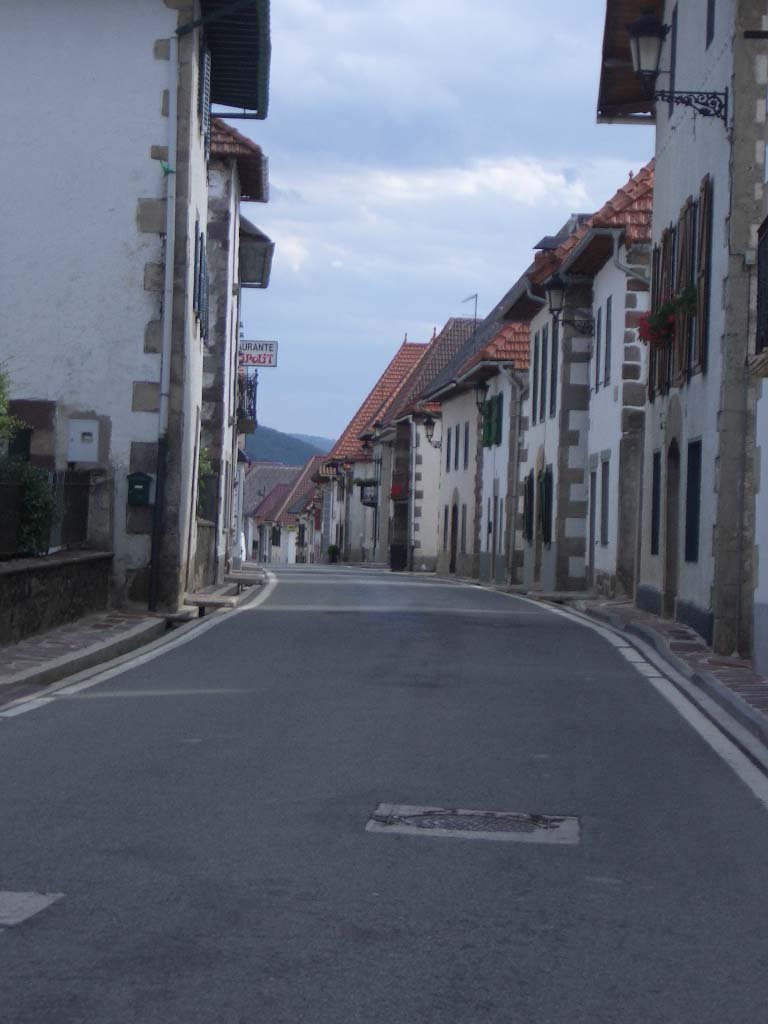
Calle central
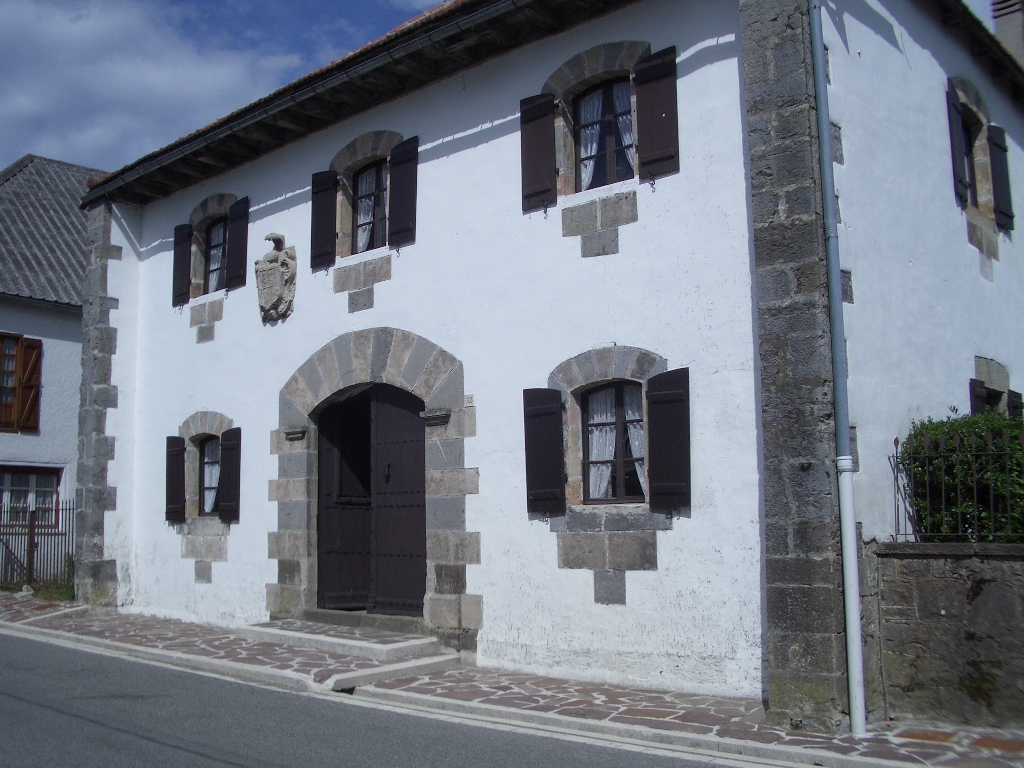
Casa Etxexuri
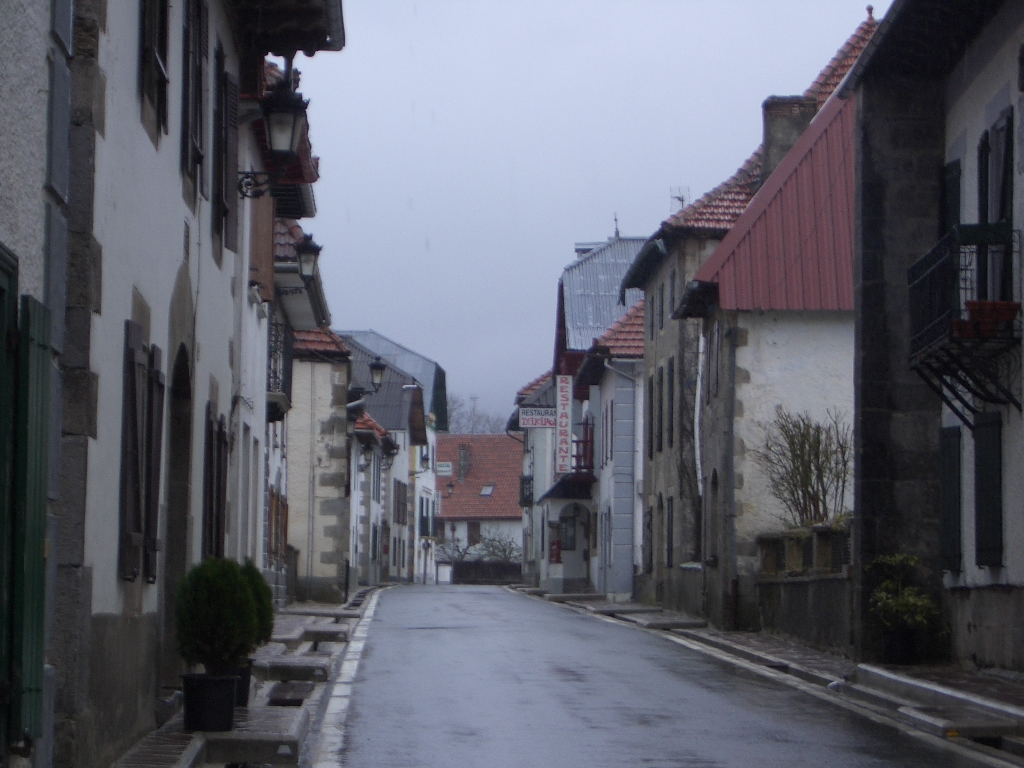
Calle central con los canales que la acompañan
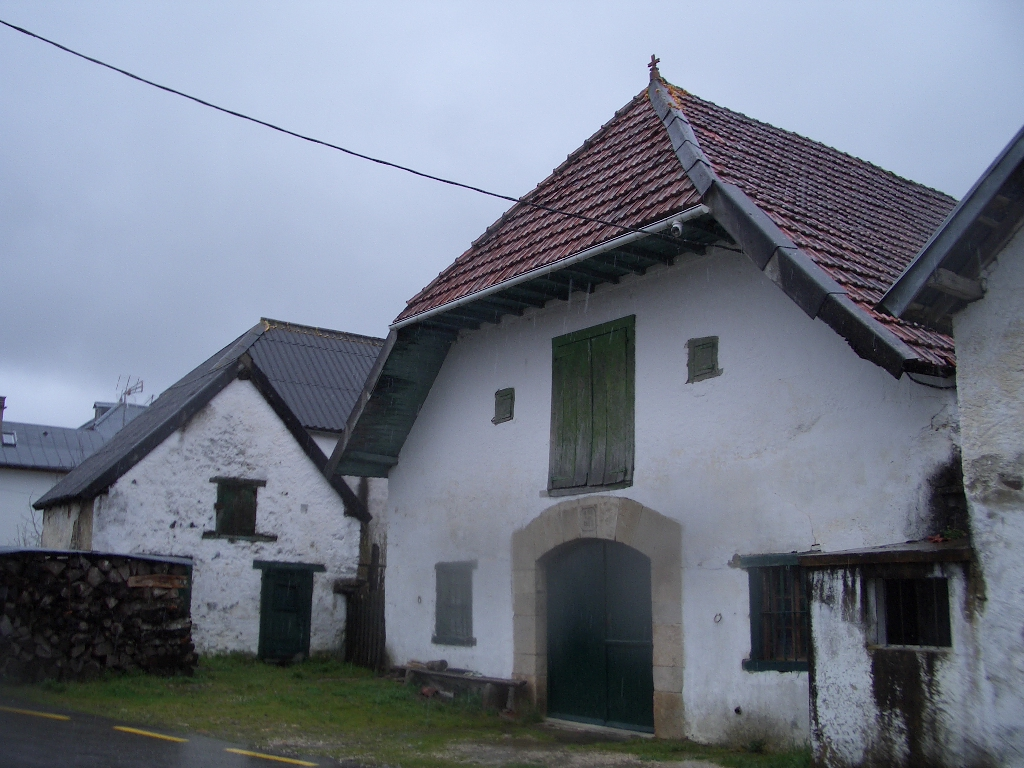
Bordas al este de la villa junto a sus comunales

### Otros monumentos civiles
Cementerio municipal. En los años 60 se vio que había que buscar una solución al cementerio existente situado junto a la iglesia; para ello se contrató al arquitecto Miguel Gortari Beiner para que presentara un proyecto nuevo a las afueras del pueblo. En 1964 una empresa de Urroz construyó el nuevo cementerio, en un terreno comprado a Goizueta, con un coste de 546.290’60 pesetas, lo que fue un importante desembolso para el pueblo.
El diseño y la idea del cementerio fue revolucionaria para la época. Se organiza sobre una planta sensiblemente rectangular, pero redondeada en sus vértices y con los lados mayores ligeramente curvos, mostrando en su conjunto el trazado de la letra griega omega mayúscula (Ω); la entrada se realiza por uno de los lados menores, enmarcada por un diedro con un ángulo muy agudo, en el que se sobrepone una marquesina horizontal, que completa la letra griega mayúscula alfa (Α); de este modo la alfa de entrada y la omega del ámbito del cementerio remite al alfa y omega, principio y fin. El interior del cementerio queda formado por una retícula ortogonal, mediante un encintado de losas de madera que dejan en el interior unos rectángulos de tierra vegetal donde se producen los enterramientos; las tumbas, sin losas ni adornos exteriores, solo se señalan hacia el exterior mediante unas estelas discoidales; todas similares ya que la muerte es igual para todos.
El año 2009 el ayuntamiento encargó al arquitecto Gonzalo Galbete Martinicorena la construcción de un pequeño osario en un rincón del recinto, donde se encontraba el llamado cementerio civil con un diseño acorde a lo ya construido. En 2014 el Ayuntamiento lo presentó al primer certamen de cementerios de España organizado por Funespaña logrando el primer premio.
|                                                           |
| Tumbas cubiertas por tierra vegetal y estelas discoidales |

|                                 |
| Portada de acceso al cementerio |

|                           |
| Arco del puente de Arrobi |

|                         |
| Calzada sobre el puente |

Puente Arrobi, se trata de un pequeño puente de estilo románico más conocido popularmente como puente Romano, aunque sus orígenes no son romanos sino medievales. El puente salva el río Urrobi, un corto afluente del Irati mediante un solo ojo de arco semicircular y estilo románico. Se sitúa n el antiguo camino que desde Burguete iba hacia el valle de Arce. Se sitúa a algo más de 1,5 km de distancia del pueblo de Burguete. La actual carretera NA-140 atraviesa el mismo río unos 100 metros aguas abajo de este puente medieval. Se halla a unos 100 metros de la carretera N-140 hacia Garralda, en el paraje de Zaldupea y que en diferente documentación aparece como Puente de la Pedrera o Puente de Arrobi ya que por el pasaba la piedra que se extraía de la cantera para las construcciones de la Colegiata de Roncesvalles y las casas de Burguete.
Los peregrinos medievales que pasaban por Burguete escogían generalmente la ruta principal que iba a través de Espinal y Viscarret. Sin embargo algunos tomaban una ruta menor paralela que transitaba a través del Valle de Arce. El puente de Arrobi se encontraba en esta ruta secundaria.
Figura como elemento asociado, con el número 159, del bien «Caminos de Santiago de Compostela: Camino francés y Caminos del Norte de España», declarado Patrimonio de la Humanidad por la Unesco en 1993 y ampliado en 2015

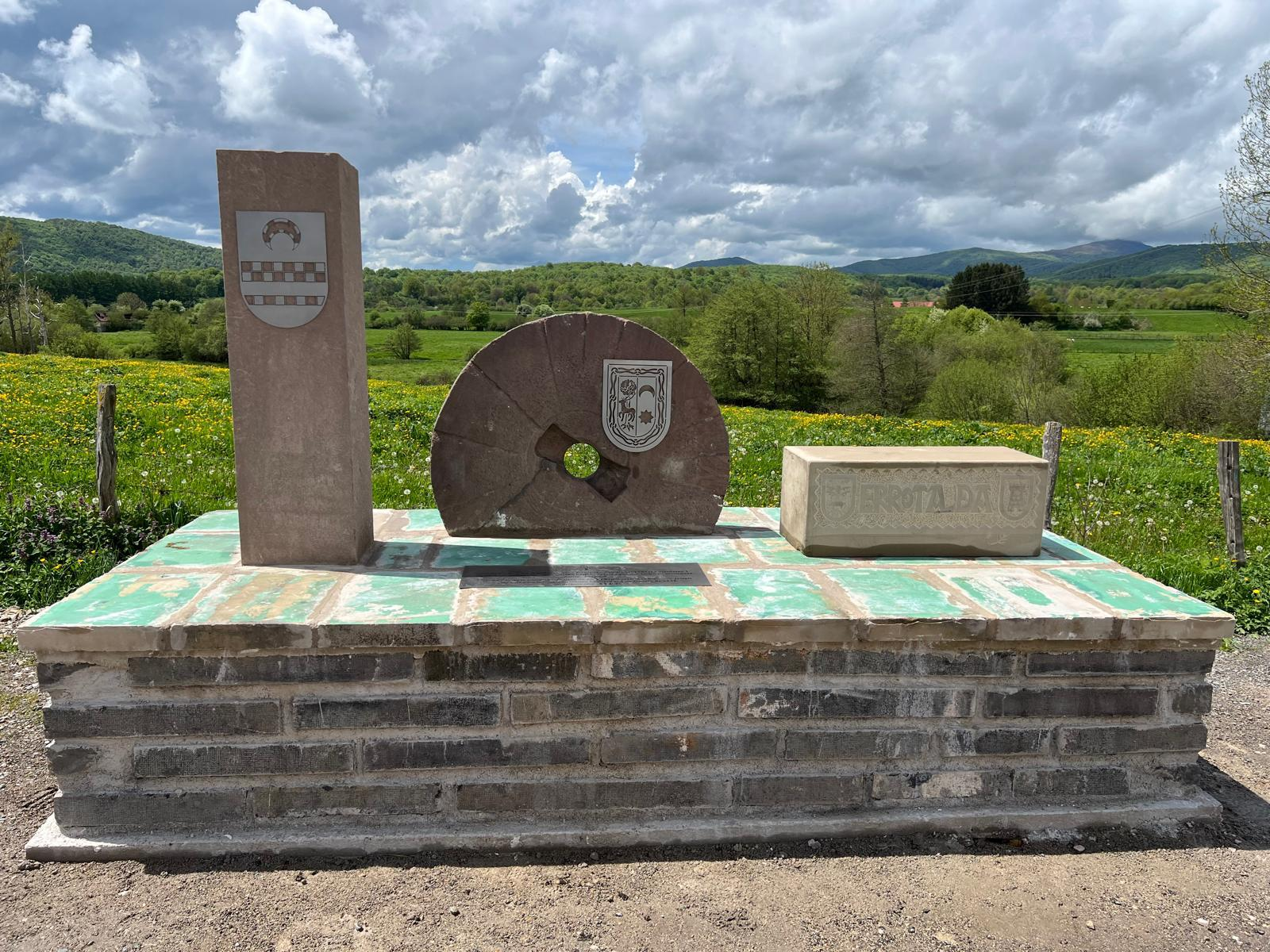
Memorial de la visita de San Francisco Javier a Burguete

Memorial de la visita de San Francisco. En mayo de 2025 se inauguró un memorial en recuerdo de la visita que San Francisco Javier hizo a la villa, 500 años antes, para firmar el arriendo de la mitad del molino que era de su propiedad. En el paraje de Errotaldea, cerca del molino, cuya construcción aún se conserva, sobre un sencillo basamento se muestra una rueda de molino y unas piedras, con los antiguos escudos de la villa.

## Cultura

### Senderismo
La parte norte del término municipal está atravesado por dos grandes recorridos:
- GR-12. conocido como Sendero de Euska Herria, recorre la muga norte de Burguete, junto a Erro, Baigorri (Francia) y Roncesvalles
- GR-11, conocido como Senda Pirenaica; la etapa 4 procedente de Sorogain (valle de Erro) entra en Burguete, donde se inicia la etapa 5 que pasa por Nabala y, ya en Garralda por Usategieta, concluyendo en Villanueva de Aézcoa
- GR-65 corresponde al Camino de Santiago, entre Roncesvalles y Santiago de Compostela

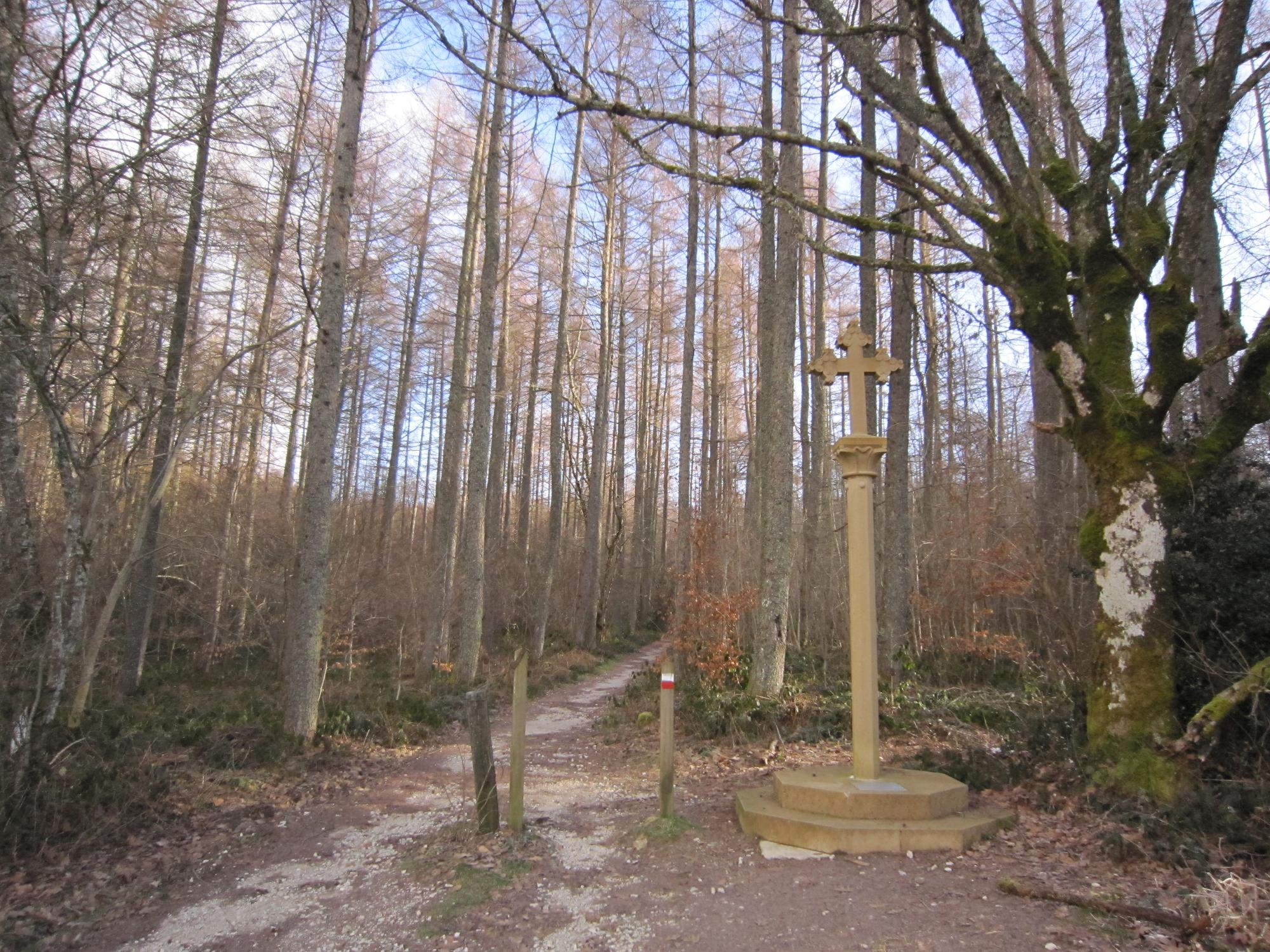
Cruz Blanca, conocida también como Cruz de Roldán, junto a la entrada a Burguete del Camino de Santiago

### Camino de Santiago
El municipio de Burguete se halla en el trazado del Camino de Santiago Francés, a una distancia de 952 km de la capital compostelana. El Camino entra en Burguete, desde Roncesvalles, por el paraje de Errolanen Gurutzea (donde se encuentra la Cruz Blanca), desde allí se dirige a la carretera N-131. que alcanza junto al cuartel de la Guardia Civil, al llegar a la villa tuerce al este por la zona de Kanaleburua, pasa junto al cementerio y se dirige el sur para la calle Roncesvalles, hasta el frontón, y de allí por la calle Zubiarte pasa a la plaza del Ayuntamiento que atraviesa delante la iglesia de San Nicolás, sigue por la calle San Nicolás, hasta el cruce con el camino de Maiorlateguia que sigue hacia el oeste, saliendo de la villa, atraviesa el puente Beheko Zubia, pasa por el paraje de Ugaldesaro y sigue por el camino a Mugako Larreko  atravesando este paraje de Mugako Larrea y atraviesa el arroyo de Onbortzeta pasando ya al término concejil de Espinal (del Valle de Erro).

### Menditxuri
Este paseo es por montañas. Menditxuri es un monte que destaca como centinela rocoso.

### Fiestas
- Fiestas Patronales: Se celebran en honor a San Juan, entre otros actos está la típica hoguera, el 23 de junio; el baile del tríbuli, las dianas, juegos Sin embargo, se sabe bien cómo se celebraban estas fiestas a comienzos del siglo XX.[d]

El primer número era el recibimiento del txuntxunero contratado por el ayuntamiento para amenizar fiestas. Apenas pisaba la calle en su primera entrada triunfal, todos los vecinos asomaban a las puertas a saludarlo. Después de cenar, el txuntxunero y los mozos iban en busca del ayuntamiento y del párroco, y estas autoridades presidían el baile de mutil-dantza. Para eso se encendían previamente las hogueras a lo largo de la calle, y había que saltar por encima de ellas. Este paseo de ronda se terminaba alternativamente en las casas de Porkaxo y Etxexuri, situadas en los dos extremos del pueblo, en donde se formaba semicírculo alrededor de una hoguera y los mozos bailaban ante las autoridades que ocupaban sus asientos presidiendo el espectáculo. Al final, se obsequiaba a estas y a las personas de categoría, con pastas y vino generoso, y al resto de la concurrencia con pan, queso y vino tinto. Una vez terminado el mutil-dantza, y retirado ya el párroco, el alcalde obsequiaba en su casa a músicos y danzantes con otra cuchipanda, a cambio de homenaje que recibía la hija alcaldesa con las un baile inaugural. Concluido este acto de homenaje a la autoridad, la comitiva de mozos y público se dirigía a la iglesia, en cuyo pórtico se había levantado previamente una artística enramada en la hornacina de la puerta de entrada. En ella se colocaba el rosco de San Juan, que se lo repartían los mozos después de la misa mayor del día siguiente.
La madrugada de San Juan tocaba el txun-txun la alborada en la casa del alcalde. Después, los mozos y txuntxuneros iban a refrescarse al río para tornar lo que llamaban la «sanjuanada», mientras los vecinos se ocupaban en adornar la fachada de sus casas, colocando los clásicos ramos de espino. Y ya en plena mañana, tenía lugar la misa en la que, en la elevación, el txuntxunero interpretaba una marcha real muy original. A la salida de la misma, los mozos se repartían el rosco. A las solemnes vísperas de la tarde acudía el mismo número de jóvenes que a la misa y era característico el ceremonial según el cual el sacerdote, que al «magnificat» baja del coro a incensar el altar, era precedido de los txuntxuneros a los acordes de la Marcha Real original y regresaban al coro en la misma forma. El típico baile público «de los pañuelos» solía tener lugar en la plaza por la tarde. Antes de comenzarlo. Ejecutaban los mozos una parodia, no exenta de su nota cómica. Se formaba una hilera de mozos, a los cuales dirigía en seis evoluciones el que pasaba por más ágil y ocurrente, que, provisto de una correa, obligaba a los demás a imitarle en sus gesticulaciones y movimientos, incluso el de besar a una vieja. Una vez reunidas las jóvenes en la plaza y, cuando ya había un grupo suficiente para hacer la cuerda, comenzaba el baile «de los pañuelos» tan generalizado anteriormente en el país vasco. Tan artístico y honesto espectáculo se componía del pañolo-dantza, andre-dantza El de la tarde era el de karrikadantza, es decir, el ingurutxo correteado por las calles.
El segundo día festivo lo destinaban los jóvenes a recorrer todo el pueblo para recoger los tradicionales piper-Opiles y, en la mañana del tercero, corría la calle una Pantomima, que consistía en pasear dos cabritillos y un carnero llevando a sus lomos un muñeco grotesco. Dos jóvenes llamados zerbitzaris conducían a los primeros y al carnero el pastor del rebaño. Las reses eran sacrificadas para la comida de ese día en la posada. La mesa era servida por los zerbitzaris luciendo alpargatas encintadas y pañuelo de color a la cabeza.
El último número de fiestas era la elección de cargos entre los jóvenes para el año próximo. Por la noche del último día se reunían los mozos en la posada del pueblo para liquidar cuentas, poniendo el asunto en manos de una persona que solía ser el maestro de los niños. Después se procedía a la elección. Sentados en derredor de una mesa, subía a ella el prior en funciones, provisto de una servilleta en su mano izquierda y un vaso lleno de en la derecha. A los acordes melancólicos de una pieza, bailaba, a suave ritmo, recorriéndola de extremo a extremo como si buscara entre los concurrentes el que había de sucederle en el puesto. Cuando vaso y servilleta quedaban depositados frente al candidato previamente elegido, el txistu preludiaba el brillante de tono mayor y, apurado el vaso por el agraciado, bailaban prior entrante y saliente, terminando ambos por abrazarse efusivamente antes de descender de la mesa.

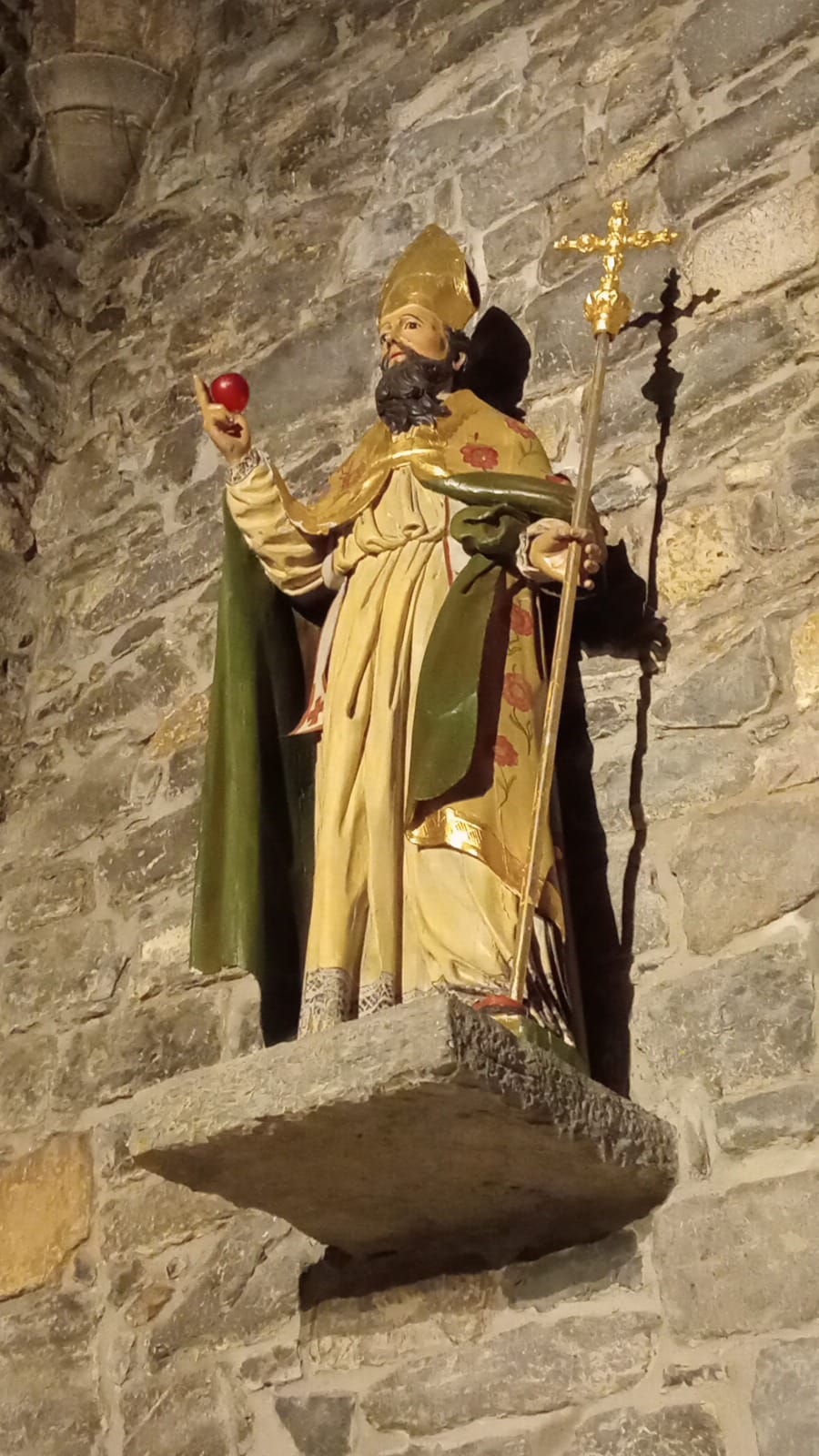
Imagen de San Nicolás con la manzana roja que se le coloca el día de su festividad

- Imagen de San Nicolás con la manzana roja que se le coloca el día de su festividadFiestas chiquitas: Se celebran el 6 de diciembre en honor de san Nicolás de Bari. Suele haber comida y baile. Los días anteriores, hay campeonatos de parchís y mus. Además, ese día, es costumbre de colocar en la mano derecha de la imagen del santo una manzana roja. La talla es obra del escultor Anselmo Salanova y fue donada en 1806 a su pueblo por el comerciante de Zaragoza Andrés Gurpide de casa Argizarigilearena, considerado en aquella ciudad Héroe de los Sitios y donde tiene dedicada una calle. Quedó inmortalizado por Benito Pérez Galdós en su obra dedicada a Zaragoza de los Episodios Nacionales

- Feria de ganado: Se celebra el domingo más cercano al 21 de septiembre y se exponen los ganados en diferentes corrales. Además desde el Ayuntamiento se organiza un acto central que pretende poner en valor algún elemento curioso de la idiosincrasia local o conmemorar alguna efeméride.

Las ferias florecieron en la Edad Media, y continúan hoy día, aunque en horas bajas. A principios del siglo XIV ya se cita la de septiembre, cuando en 1305 el bailío de Roncesvalles, nombre antiguo de Auritz/Burguete, destaca entre sus cometidos la vigilancia de las ferias. Se celebraba una por S. Juan, que consta al menos en 1360, y la otra por Sta. María de septiembre, que en 1394 se informa que coincide con la fiesta mayor de la colegiata de Orreaga/Roncesvalles, a la que afluía una multitud de cofrades y peregrinos.
Con el tiempo la fiesta de San Juan perdió el carácter de feria y la de septiembre dejó de vincularse al día de la Virgen. De la feria de la Natividad de N. Señora aún hay noticia en 1569. En el siglo XVIII se celebraba entre los días 11 y el 16, y así se mantuvo hasta que a mediados de la centuria se cambió a los días 21 y 25; durante algunos años -explicaron los vecinos reunidos para ello- había llovido entre el 11 y el 16, y optaron por retrasarla. En 1763, el fiscal del Consejo de Navarra notó irregularidades y pidió el privilegio real para tener feria. Los vecinos respondieron que se había quemado y que la feria era importante para la Montaña. Aun así, el fiscal abogó por su supresión pero el Real Consejo aceptó mantenerla. En adelante se celebraría entre el 11 y el 18 de septiembre. En 1804 se cita un cambio de fechas, del 19 al 21.
Llegaban de todos los pueblos del entorno, incluida la Baja Navarra, donde tenía fama. “Hay en ella grande concurso de gentes”, dicen los vecinos reunidos en junta en 1763, teniendo una duración de tres días. ; “los más de los que vienen”, añaden, “son labradores de las Montañas”. En 1867 varios vecinos indican que era tan concurrida, que aseguraban era de las mejores de Navarra. Duraba tres días, por lo general del 19 al 21 de septiembre, y además de ganado se vendía de todo: abarcas, cochas para la leche...
Desde 1840 se añadió el mercado quincenal, época en donde proliferaron los mercados. Se celebraba el primero y el tercer miércoles de cada mes, aunque con escasa concurrencia. A estos –dice un informe de 1857- es insignificante. Tan notable era en cambio la feria, que valía la pena –pensaban los vecinos hacia 1867- celebrar una segunda anual y, además, un mercado mensual de ganados. La feria era principalmente de ganados y se pensaba que el mercado mensual lo fuese también; aunque no se excluyeran otras transacciones.
Al pueblo se le concedió una feria, que empezó a celebrarse el primer sábado de mayo, para concluir el domingo. Nunca alcanzó la importancia de la segunda, la de septiembre, que a finales del XIX se calcula que generaba entre 800 y 1000 transacciones de ganado. El mercado mensual, en cambio, no prosperó hasta 1888, en que se permitió celebrarla el tercer sábado de cada mes, si bien, de hecho, se confundió con el mercado quincenal, que venía de antaño.
Desde 1915 y durante unos cuarenta años, animados por la gran concurrencia de tratantes valencianos que venían a la de San Fermín y adelantaban su llegada pasando por la villa, el 5 de julio se celebraba otra de ganado caballar. Hasta la década de 1970 mantuvieron su importancia. Y se realizaban en Larrañeta y Kuatropea que según la RAE este último nombre significa Lugar de una feria donde se vende el ganado.
- Cabalgata de reyes: Se celebra el 5 de enero por la noche y al principio se les llama a los Reyes Magos con la cencerrada (que según antiguas leyendas era para ahuyentar malos espíritus o para anunciar a la tierra el cambio de solsticio). Se recorre la calle principal de Burguete, parando en la iglesia de San Nicolás de Bari. A continuación dan un discurso y luego vuelven a recorrer todas las calles lanzando caramelos y globos.
- Carnavales: Se hace una karrika dantza (baile de la calle), con la gente disfrazada. Los personajes centrales son el hartza y el tximinoa que los llevan los zainak rodeando el cortejo los muzizarkos que pegan al público con sus vergas. Luego se baila el Ingurutxo en la plaza (baile regional de Burguete) y se reparte talo con chistorra y tocino.
- Feria de artesanía: a partir de 1989 se comenzó a celebrar en torno al 15 de agosto una feria sobre la cultura pastoril con concurso de perros pastores, de quesos, de esquileo,  etc. que ha evolucionado hasta la actual feria de artesanía, que actualmente se celebra el 15 de agosto  (festividad de la Virgen). En la mañana, los artesanos venden sus productos en la plaza.
- Olentzero: El 24 de diciembre a la tarde, se celebra la bajada del Olentzero del monte y va repartiendo regalos a los niños. A continuación se hace una chocolatada.
- Romería a la Virgen de Roncesvalles:  Se celebraba la Procesión a Roncesvalles el lunes siguiente a la Ascensión, según escribe respecto a esta romería hacia 1878 el auriztarra Hilario Sarasa:[26] "No tienen los burguetanos por costumbre hacerla. La han practicado algunos años y es de suponer sigan haciéndola en lo sucesivo, imitando las buenas costumbres de los pueblos limítrofes". Curiosamente es en ese año donde aparece en las cuentas municipales un pago de gastos originados con motivo de la procesión. Hoy se celebra el último domingo de mayo. Se sale de la iglesia a las 9:00 y se llega sobre las 9:30. A las 10:30, se va a la misa y después hay aperitivo. Al mediodía se hace una despedida a la Virgen y se vuelve andando.